# Roman d'amour (bande dessinée)
 (janvier 2023).
Si vous disposez d'ouvrages ou d'articles de référence ou si vous connaissez des sites web de qualité traitant du thème abordé ici, merci de compléter l'article en donnant les références utiles à sa vérifiabilité et en les liant à la section « Notes et références ».
Pour l’article homonyme, voir Roman d'amour.
Roman d’amour est le premier tome de la série Les Bidochon créée par Christian Binet, paru en 1980.

## Synopsis
L'histoire se déroule avant les histoires de la série Kador, dont les personnages des Bidochon sont dérivés.
À l'occasion de leurs dix ans de mariage, les Bidochon font le point sur les origines de leur relation. Dans le premier chapitre, Raymonde raconte ainsi comment elle a rencontré Robert par l'intermédiaire d'une agence matrimoniale. L'épilogue est consacré à l'adoption du chien Kador.

## Chapitres
- Chapitre 1 : dix ans...
- Chapitre 2 : le plus beau jour de leur vie
- Chapitre 3 : voyage de noces
- Chapitre 4 : Le nid d’amour
- Chapitre 5 : l’Héritier
- Chapitre 6 : Kador
- Épilogue

## Commentaires
- Binet, fatigué de dessiner des décors depuis dix ans, décide de mettre des flèches pour signaler un meuble, une voiture, un figurant…
- On apprend que Raymonde est orpheline. Malgré cette déclaration, Raymonde envoie une carte postale à sa mère dès la première page du second album
- On apprend que Robert est stérile.
- Première apparition de la mère de Robert qui n'apparaîtra plus jusqu'au quinzième tome, Bidochon mère (môman).
- Première apparition de René et Gisèle qui n'apparaîtront plus jusqu'au quatorzième tome, Des instants inoubliables.
- Première apparition de Kador qui n'apparaîtra plus mais possède sa propre série (antérieure).